# Deb Smith
Delbert Bower Smith, detto Deb (Paul, 7 gennaio 1920 – Salt Lake City, 25 febbraio 2009), è stato un cestista e allenatore di pallacanestro statunitense, professionista nella BAA.